# 탈로포포만

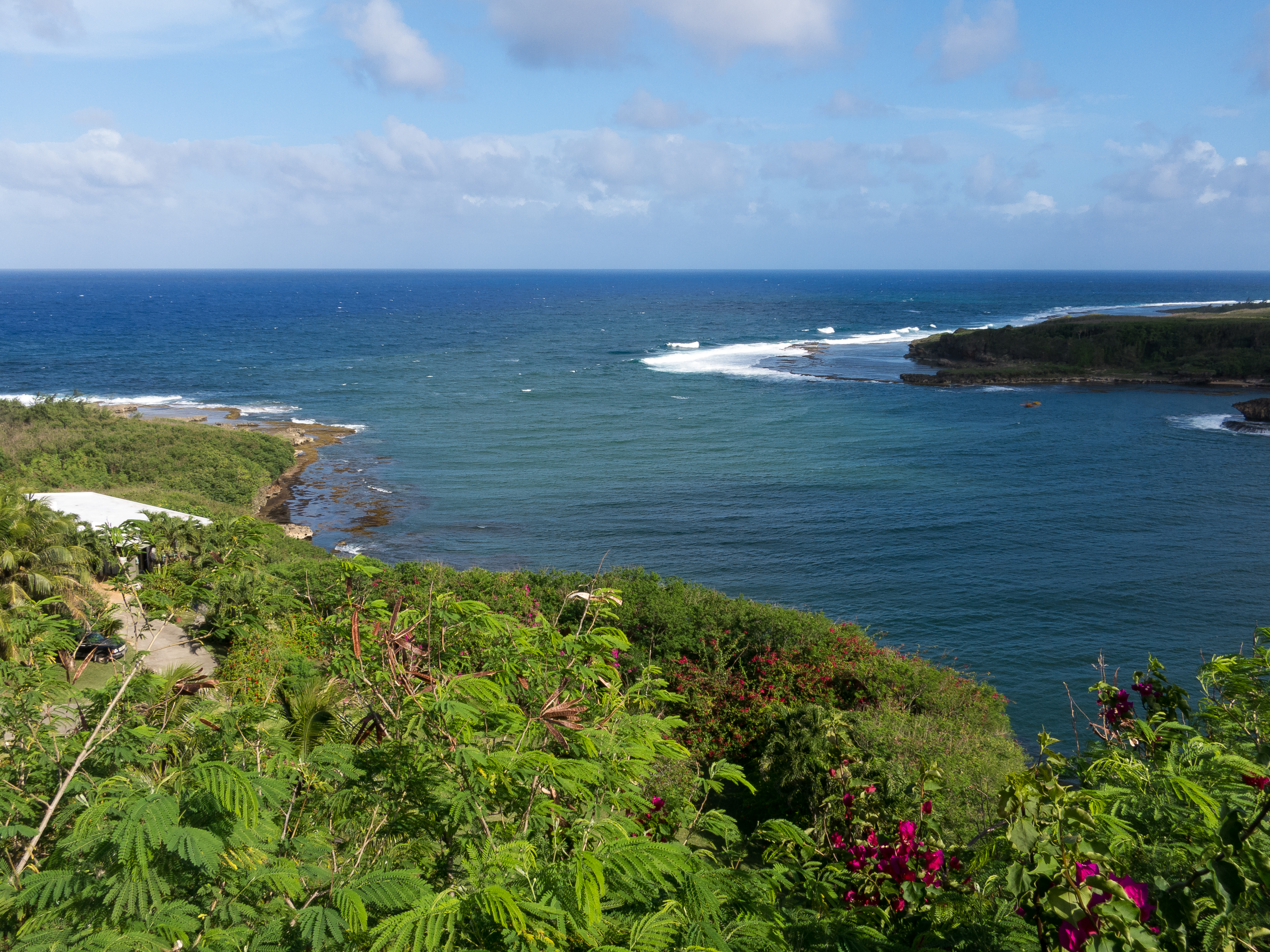
탈로포포만

탈로포포만(Talofofo Bay)는 괌 남동부의 만으로 탈로포포 마을 근처 탈로포포강의 하구에 있다.
괌에서 가장 접근하기 쉬운 갈색 모래 해변들 중 하나가 있는 곳으로 알려져 있다. 이곳은 탈로포포강으로부터 온 토사가 퇴적되어 생겼는데 괌 해안 대부분이 침식된 산호질 석회암으로 구성된 흰색 모래로 이뤄진 것과 시각적 대조를 이룬다. 탈로포포만은 괌에서 가장 긴 탈로포포강의 하구에 있다. 해당 지역에는 귀상어, 거북 및 다른 해상 생물들이 있는 것으로 알려져 있다. 바다로 낮게 이어지는 절벽들 때문에 상어가 알을 낳을 수 있다.
제2차 세계 대전 때 일본 상선 아라마타 마루가 침몰한 곳으로 알려져 있다.